# In the Year 2525
In the Year 2525 (manchmal auch In the Year 2525 (Exordium & Terminus) genannt) ist ein 1969 vom Duo Zager & Evans veröffentlichter apokalyptischer Folk-Rock-Song über die Beziehung des Menschen zur Technik und zur Erde, der sich zum weltweiten Millionenseller entwickelte.

## Entstehungsgeschichte
Denny Zager und Rick Evans hatten sich 1965 von der Band Eccentrics getrennt und sich entschlossen, als Folk-Rock-Duo aufzutreten. Der von Rick Evans bereits 1964 in einer halben Stunde geschriebene Song wurde im November 1968 für das kleine Label Truth Records, das Zager & Evans gehörte, im Tonstudio von Tommy Allsup in Odessa, Texas aufgenommen. Die Hintergrundinstrumentierung für die Ballade stammt von Schülern der Odessa Permian High School. Es begann mit einer Anfangspressung von 1000 Stück, die Zager & Evans aus dem Kofferraum ihres Autos und an örtliche Plattenläden verkauften. Nachdem einige lokale Radiosender die Platte gespielt hatten, wurden weitere 10.000 Exemplare gepresst.

## Inhalt und Musik
Der visionäre Text ist eine Zeitreise durch die Zukunft der Menschheit und beginnt im Jahre 2525. In Intervallen von in der Regel 1010 Jahren befassen sich die Strophen mit Vorhersagungen menschlicher Situationen. So werden im Jahre 3535 die Gedanken, Handlungen und Sprache des Menschen durch eine tägliche Pille programmiert. 
In jeder Strophe ändert sich dieses Muster, auch musikalisch steigert sich die Tonart jeweils um eine halbe Stufe (chromatische Rückung). Beginnend von As-Moll nach A-Moll, dann nach B-Moll für die Strophen der Jahre 7510, 8510 und 9595. Hier ist eine ökologische Grundbotschaft in der Art enthalten, dass der Mensch von der Erde alles genommen habe, ohne ihr etwas zurückzugeben. Danach beginnt das Fade-out wiederum mit dem Jahr 2525. Ist alles schon einmal durchlebt worden, bevor ein neuer Zyklus begann? Schafft die Menschheit eine positive Wende? Die Antwort bleibt offen. „The twinkling of starlight“ (das Licht am Ende des Tunnels) und „maybe it's only yesterday“ sollen Hoffnung geben.
Das Thema schildert den Weltuntergang durch passive Inkaufnahme und übermäßige Abhängigkeit der Menschen von ihren übertriebenen Technologien, die die Menschheit letztlich entmenschlichen. Wegen der pessimistischen und negativen Inhalte gehört der Song zu den Dystopien. Laut Time klinge der futuristische Song, als ob er von einem Computer der RAND Corporation komponiert worden sei.

## Veröffentlichung und Erfolg

Zager & Evans – In the Year 2525 (Exordium & Terminus)

In New York City erregte die ungewöhnliche Aufnahme das Interesse von RCA-Produzent Ernie Altschuler. Im Juni 1969 wurde das Stück als In the Year 2525 (Exordium & Terminus) / Little Kids (RCA #74-0174) veröffentlicht; der Zusatz zum Titel ist die lateinische Übersetzung von Beginn und Ende. Im Juli 1969 erreichte der Song Platz eins der Billboard Hot 100. Er war 1969 mit sechs Wochen der Hit, der am längsten an der ersten Position war. Bereits im Juli wurde eine Goldene Schallplatte für eine Million Exemplare verliehen. Insgesamt wurde die Single bis 1985 zwei Millionen Mal in den USA und weitere zwei Millionen Mal weltweit verkauft.
Noch im Juli 1969 wurden eine gleichnamige EP und ein Album nachgeschoben. Wie sich herausstellte, waren Zager & Evans ein One-Hit-Wonder, weil nachfolgende Singles nicht mehr die Hitparaden erreichten. Dass ein Multimillionenhit wie dieser nicht aus den berühmten Tonstudios, sondern aus einem regionalen Tonstudio im Westen von Texas kam, war sehr ungewöhnlich.

## Coverversionen
Es gibt 38 Coverversionen des Stücks. Bereits 1969 veröffentlichte die Sängerin Dalida eine französische Coverversion unter dem Titel L’an 2005. 1972 erschien eine deutsche Version des Duos Nina & Mike unter dem Titel Was wird sein (in sieben Jahren)?, deren Text sich allerdings auf die Sorgen eines Paares um seine künftige Beziehung bezieht. Die Band Visage veröffentlichte auf ihrem Album Fade to Grey – The Singles Collection eine weitere Coverversion.
1991 coverte die EBM-Band Project Pitchfork das Lied auf ihrem Album Dhyani und 1994 die Band Laibach für ihr Album NATO unter dem Titel 2525 mit verändertem Text. Die Musik zur Fernsehserie Cleopatra 2525 aus dem Jahr 2000 basierte auf diesem Lied. 2009 veröffentlichte Ian Brown, Sänger und Mitbegründer der Stone Roses, ebenfalls eine Coverversion des Songs auf seinem Album My Way. In der Zeichentrickserie Futurama kam das Lied mit einem leicht geändertem Text in der Episode Die unglaubliche Reise in einer verrückten Zeitmaschine vor. Die Band Fields of the Nephilim coverte das Lied für ihr 2005 erschienenes Album Mourning Sun.